# Mandevilla grata
Mandevilla grata är en oleanderväxtart som beskrevs av R. E. Woodson. Mandevilla grata ingår i släktet Mandevilla och familjen oleanderväxter. Inga underarter finns listade i Catalogue of Life.